# 蘇梅區

蘇梅區在蘇梅州的位置

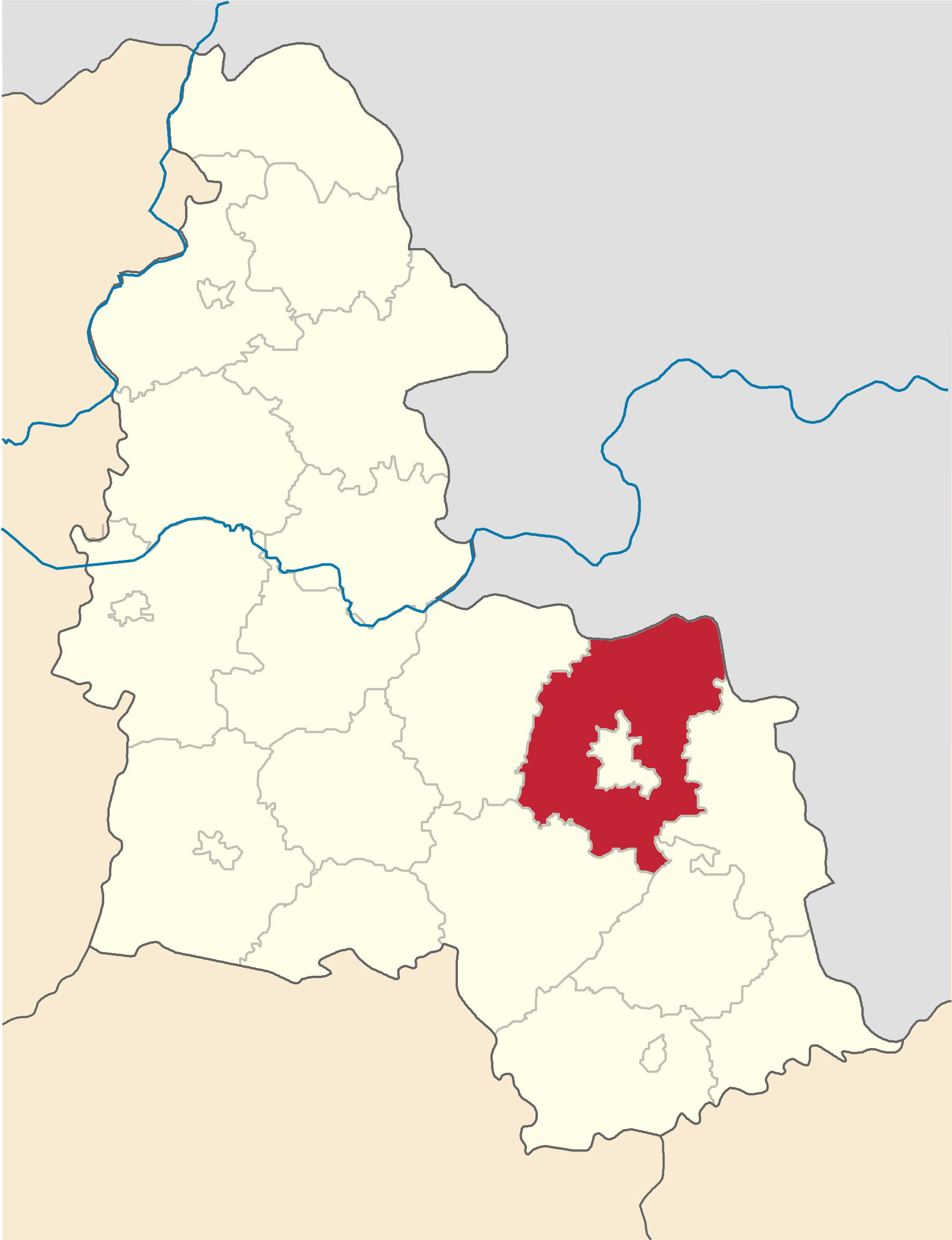
改革前蘇梅區在蘇梅州的位置

蘇梅區（烏克蘭語：Сумський район），是烏克蘭蘇梅州的一個區，位於該國東北部，行政中心設於蘇梅，面積为6,499.4平方公里，2021年人口数量为440,618人。

## 历史
2020年7月18日乌克兰施行了行政区划改革，蘇梅州的区份数量减至5个，蘇梅區的面积显著扩大。改革前蘇梅區的面积为1,800平方公里，2020年人口数量为61,836人。

## 行政区划
蘇梅區下分16個市鎮，其中有兩個市鎮均以米科拉伊夫卡市鎮為名，分別是鎮级與鄉級市鎮。
- 苏梅市镇
- 列别金市镇
- 比洛皮利亚市镇

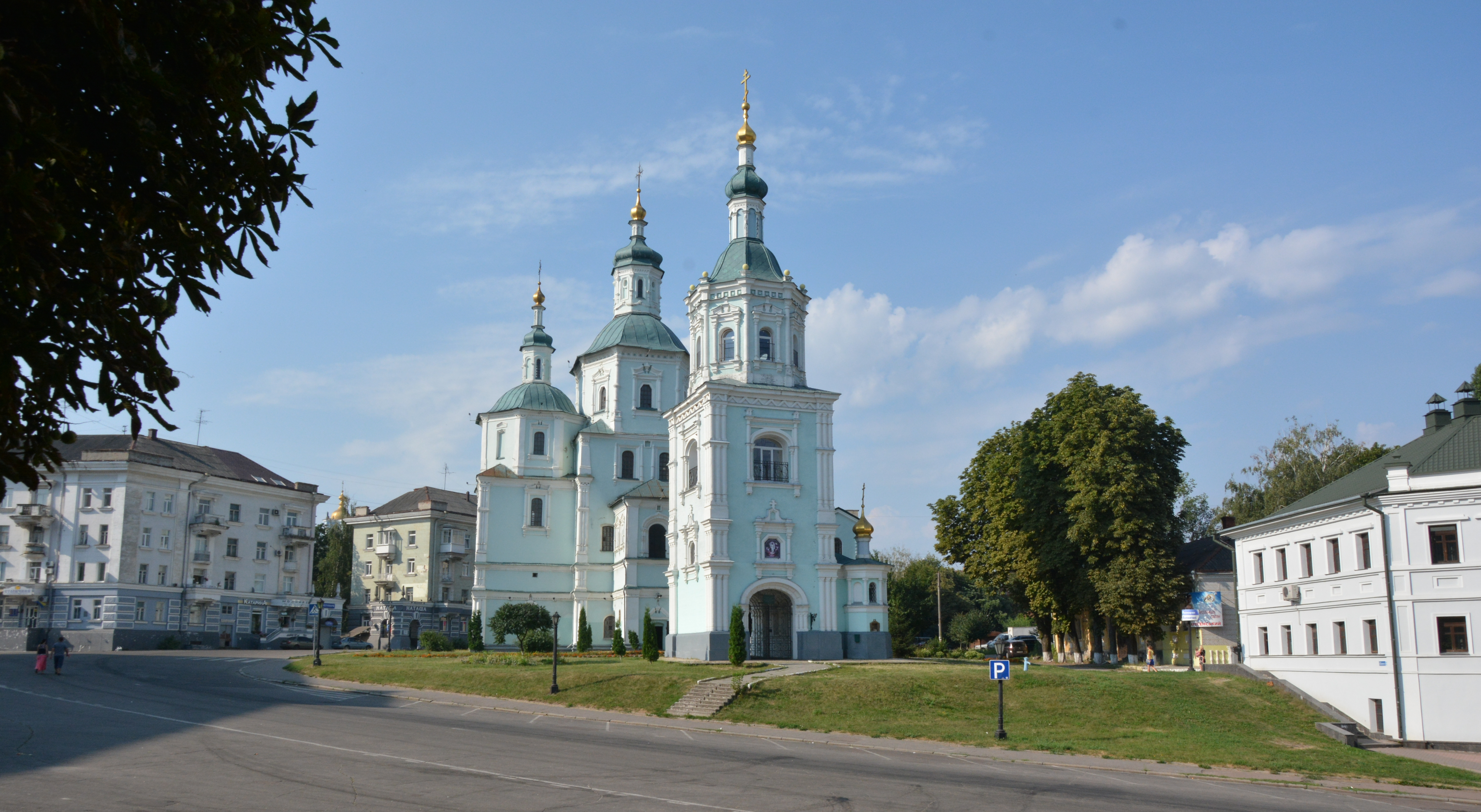
蘇梅
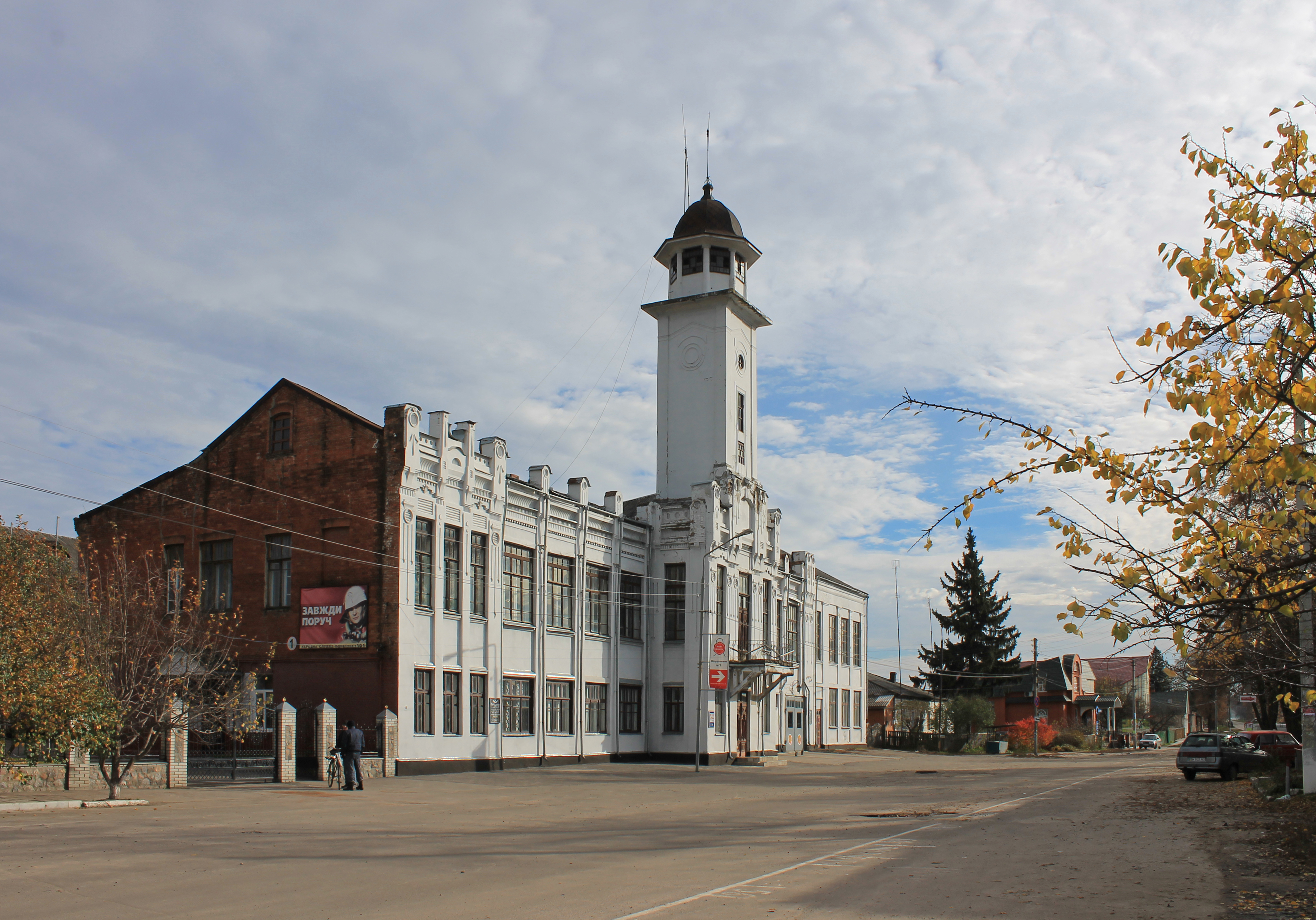
萊貝丁
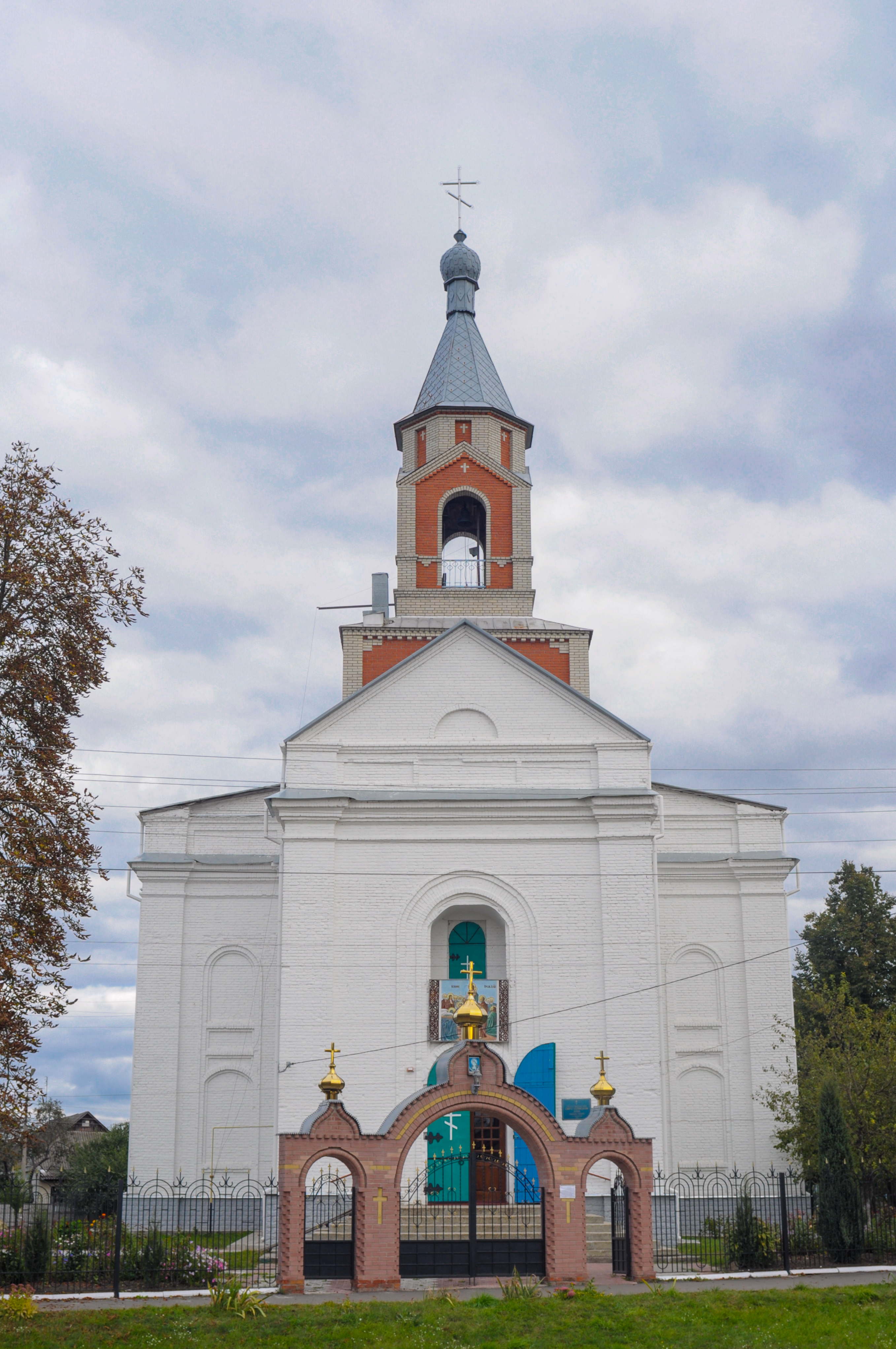
克拉斯诺皮利亚市镇
- 斯捷潘尼夫卡市鎮
- 萨德市镇
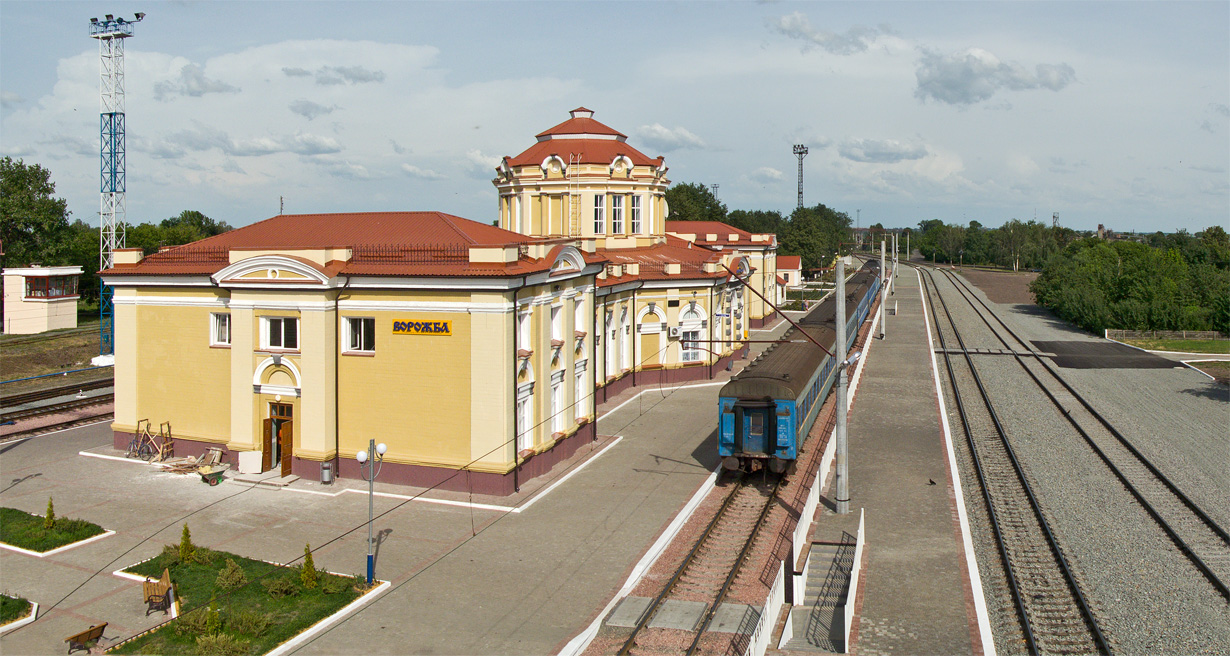
沃罗日巴市镇
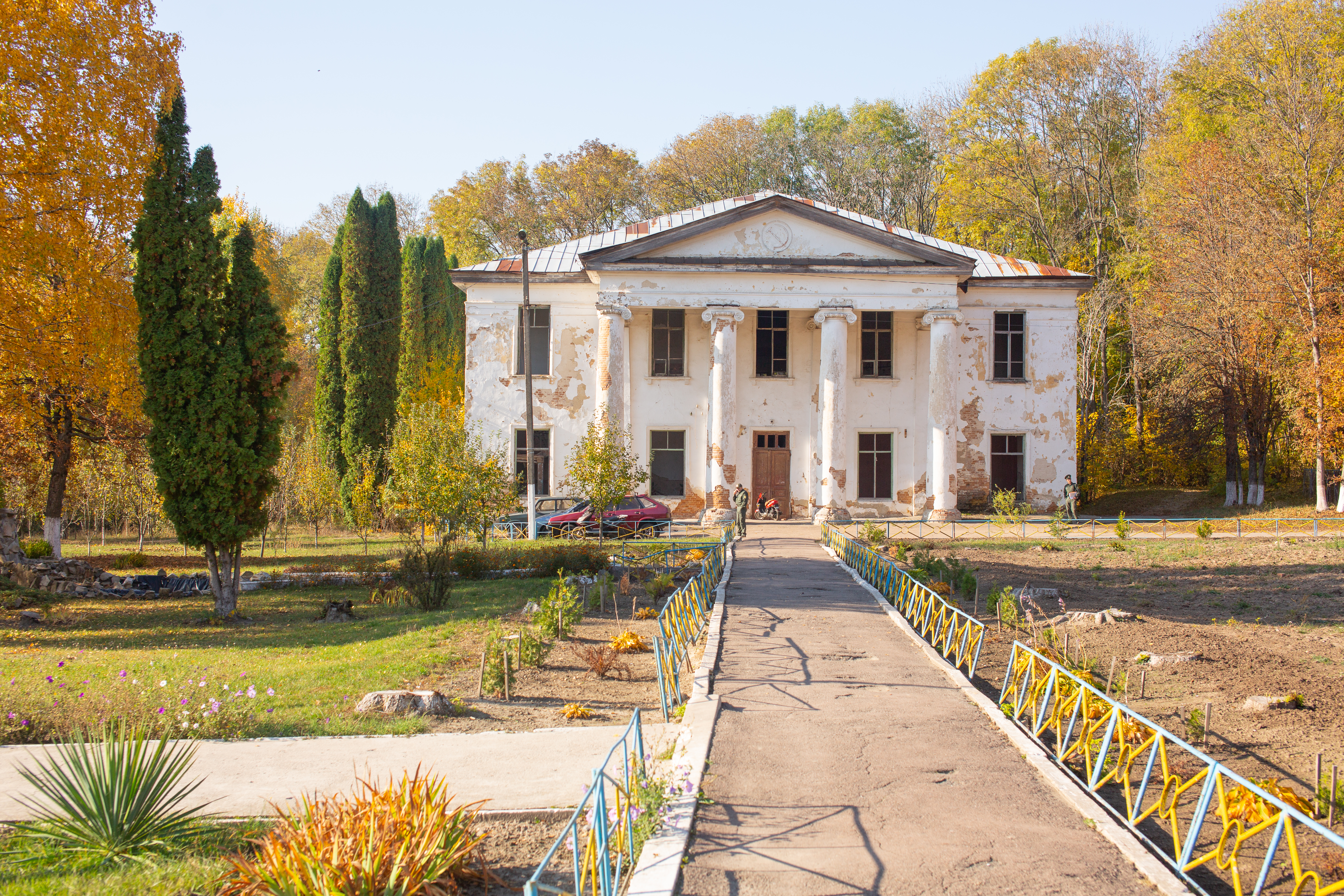
霍廷

- 米科拉伊夫卡镇级市镇
- 米科拉伊夫卡乡级市镇
- 霍廷市镇
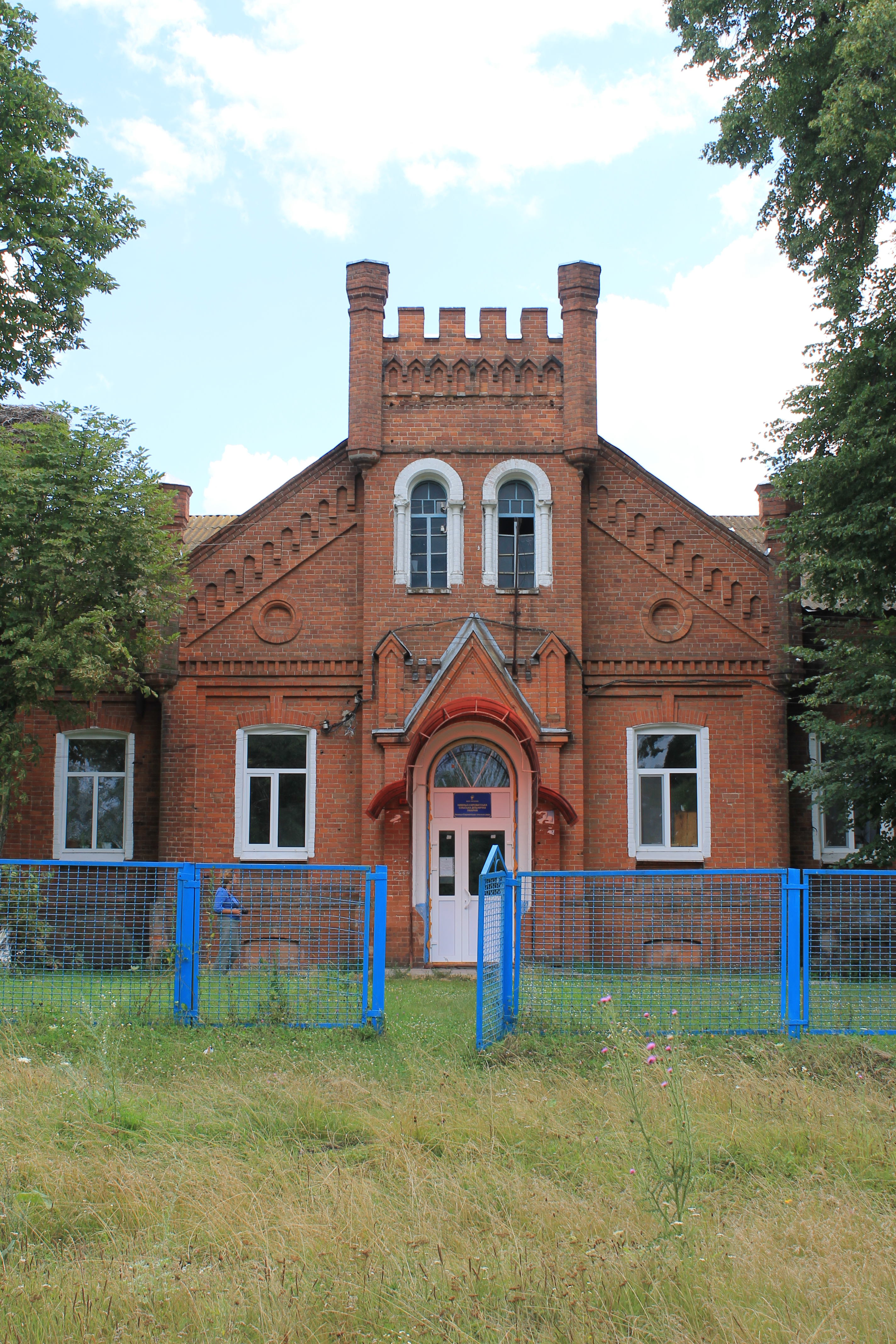
上瑟罗瓦特卡市镇
- 下瑟罗瓦特卡市镇
- 尤纳基夫卡市镇
- 米罗皮利亚市镇
- 里奇基市镇
- 贝兹德里克市镇

- 蘇梅
- 萊貝丁
- 克拉斯諾皮利亞
- 沃羅日巴
- 霍廷
- 下瑟羅瓦特卡